# カレル・ヴィーチェスラフ・マシェク
カレル・ヴィーチェスラフ・マシェク（Karel Vítězslav Mašek、1865年9月1日 - 1927年7月24日）はチェコの画家、建築家、イラストレーターである。チェコの象徴主義やアールヌーボー美術の代表的な画家の一人である。

## 略歴
プラハで生まれた。短期間プラハの美術学校でアントーニン・ロータ(Antonín Lhota) に学んだ後、1884年にミュンヘンに移り、ミュンヘン美術院でアレクサンダー・フォン・ヴァーグナーに学んだ。1887年にアルフォンス・ミュシャ、フランティシェク・ドヴォジャークとパリに移り、アカデミー・ジュリアンでギュスターヴ・ブーランジェやジュール・ジョゼフ・ルフェーブルに学んだ。当時パリで流行していた点描の技法による作品をいくつか描いている。
1888年にプラハに戻り、1890年に「Krasoumné jednoty(ボヘミア美術協会)」の会員になった。イラストレーターや舞台美術家としても働いた。
1898年からプラハの美術・建築・工芸学校(Vysoká škola uměleckoprůmyslová v Praze)の教授となった。マシェクの教えた学生には、作家のカレル・チャペックの兄でイラストレータとして知られるヨゼフ・チャペックがいる。建築にも興味を持ち1901年に自分の邸やその内装を共同設計した。

## 作品

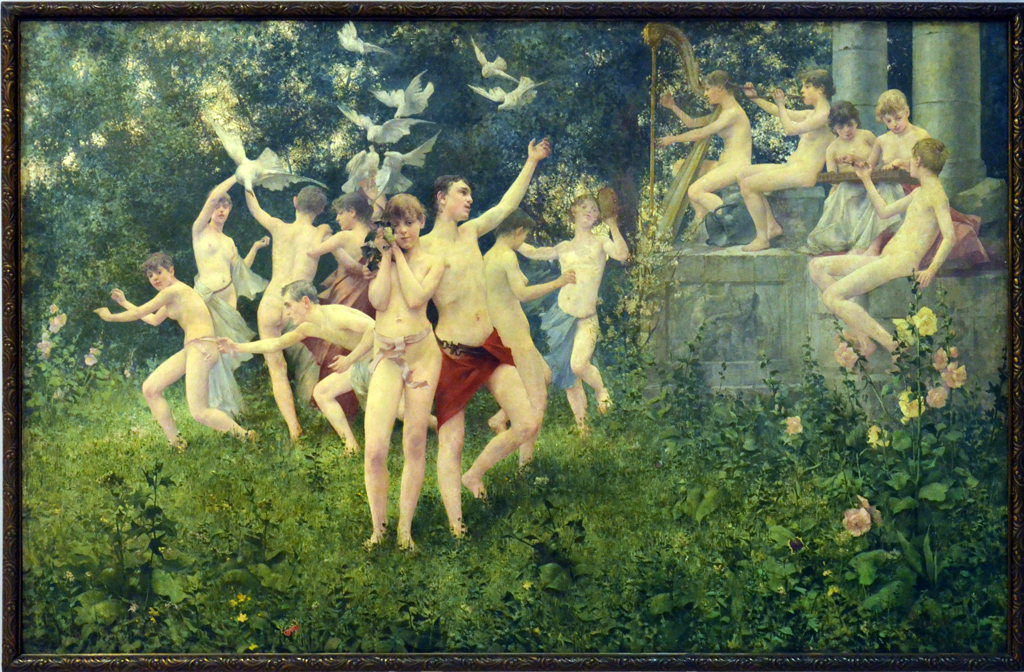
春祭り (1889)
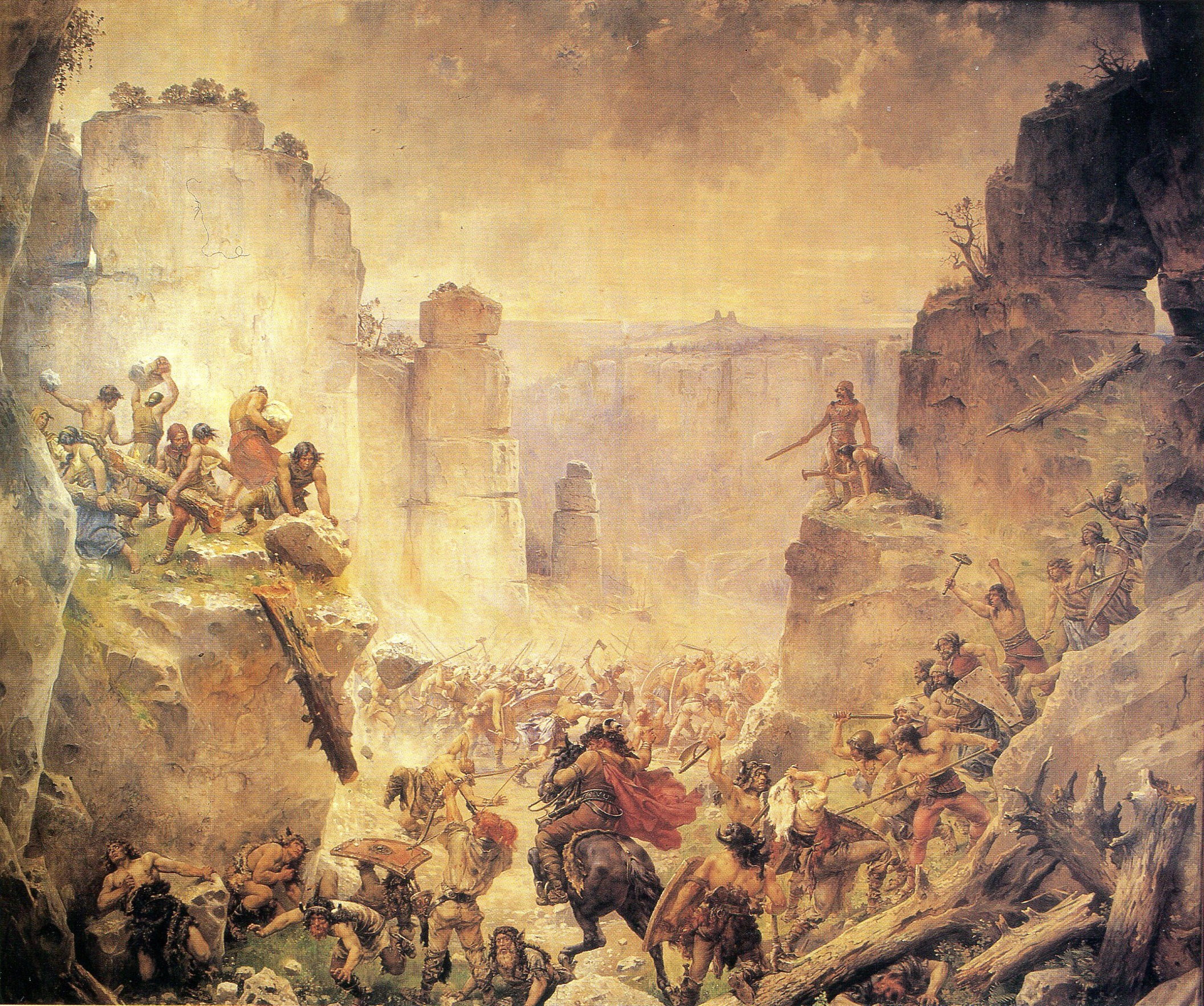
Pobití Sasíků pod Hrubou Skálou

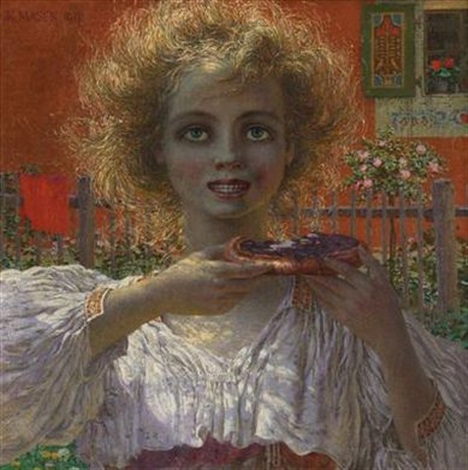
お菓子を持つ少女 (1917)
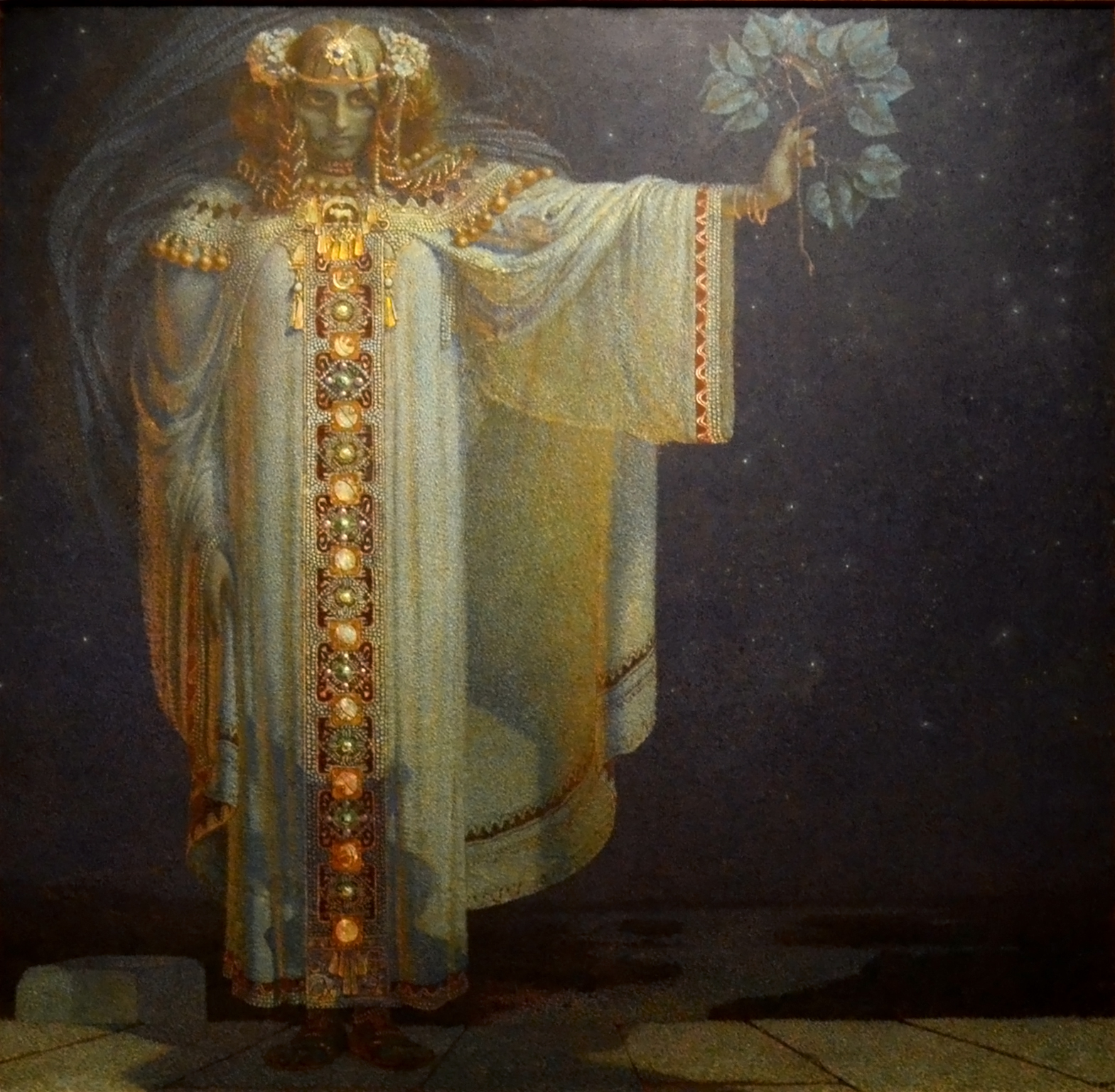
預言者リブシェ (1893)
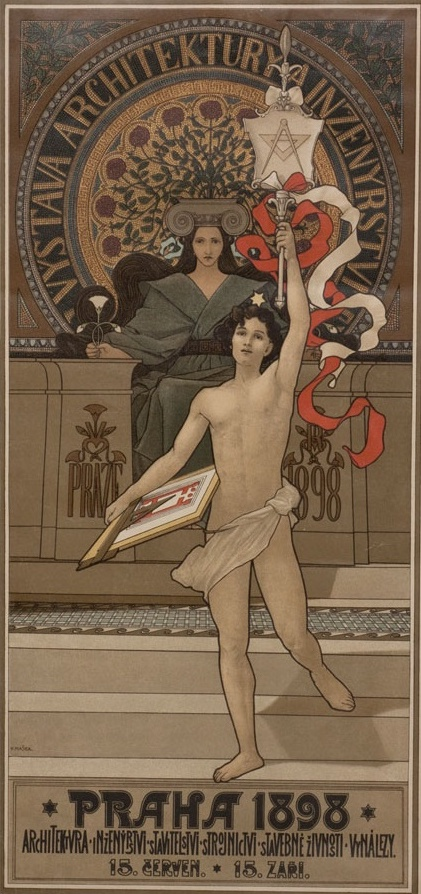
ポスター
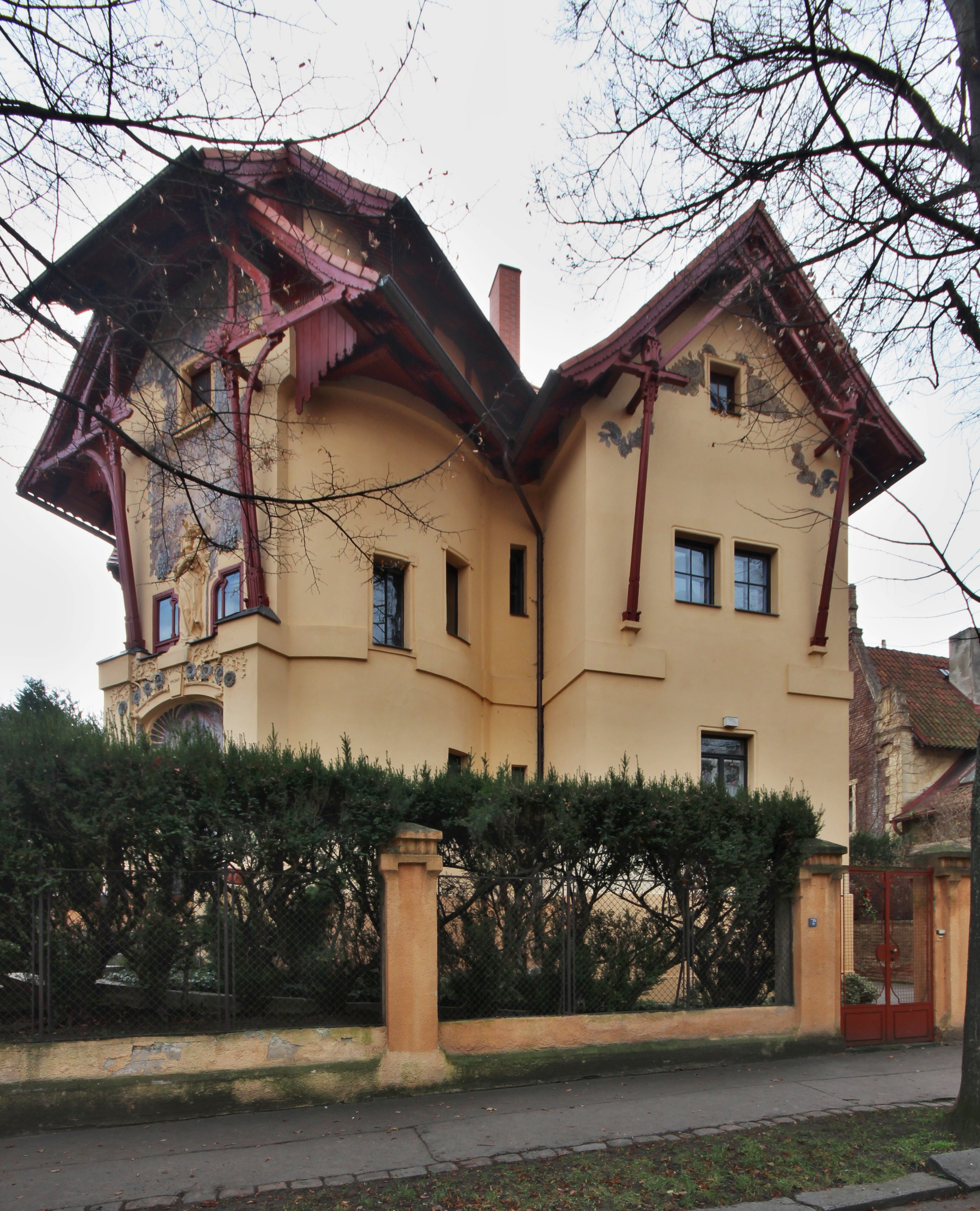
マシェク邸